# Aéroport de Juneau
Pour les articles homonymes, voir JNU.
L'aéroport international de Juneau code IATA : JNU • code OACI : PAJN • code FAA : JNU, est un aéroport et hydraport à usage public située à sept   milles marins (8   mi, 13   km) au nord-ouest du quartier central des affaires de Juneau  une ville et un quartier de l'État américain de l'Alaska qui n'a pas d'accès routier direct au monde extérieur. L'aéroport sert de plaque tournante régionale pour tous les voyages en avion, des transporteurs locaux au principal transporteur aérien américain, Alaska Airlines .
Selon la Federal Aviation Administration, cet aéroport a accueilli 378 741 passagers en année civile 2008, 337 038 en 2009 et 344 057 en 2010.

## Compagnies aériennes et destinations

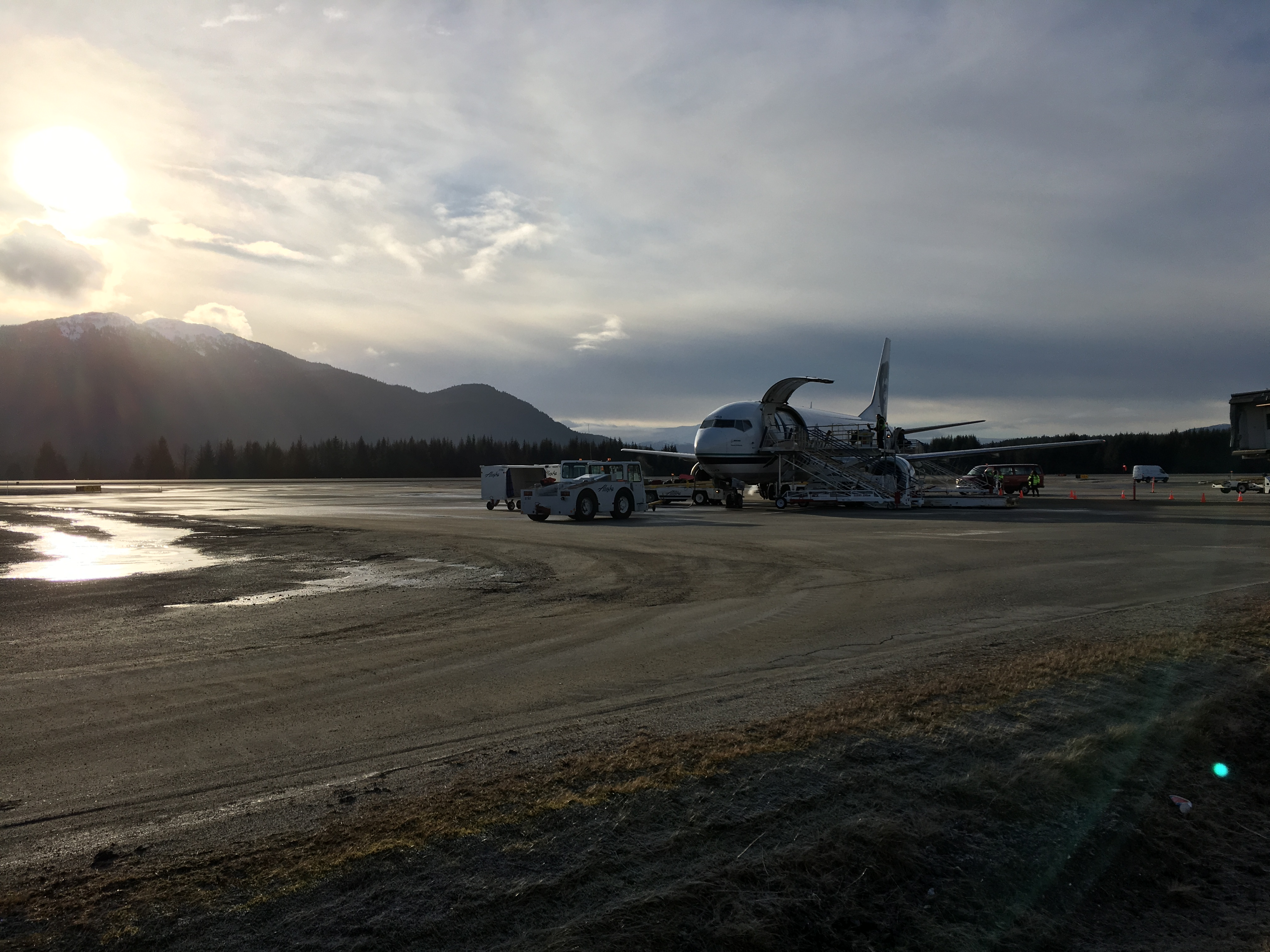
Un Boeing 737-400C d'Alaska Airlines en cours de chargement à l'aéroport international de Juneau.

## Situation
| Anchorage Aniak Bethel Deadhorse Dillingham Fairbanks Galena Homer Juneau Kenai Ketchikan King Salmon Klawock Kodiak Kotzebue Lake Hood Cordova Merrill Nome Petersbourg Red Dog Sitka St. Mary's Teller Unalakleet Unalaska Valdez Wiley Post Wrangell Yakutat |

## Accidents et incidents
Le 4 septembre 1971, le vol 1866 d'Alaska Airlines, un Boeing 727-100, s'est écrasé sur la pente est d'un canyon dans la chaîne Chilkat de la forêt nationale de Tongass alors qu'il s'approchait de l'aéroport international de Juneau. Les 111 passagers et membres d'équipage à bord ont été tués. À l'époque, il s'agissait de la pire catastrophe aérienne d'un seul avion de l'histoire des États-Unis.

## Voir également
- Aérodromes de l'Armée de la Seconde Guerre mondiale en Alaska
- Liste des aéroports en Alaska